# Ventisca (Donnie Gill)
Ventisca (Donnie Gill) es un supervillano ficticio en los cómics estadounidenses publicados por Marvel Comics. Él es la segunda encarnación de Ventisca.
Donnie Gill aparece en la serie de Agents of S.H.I.E.L.D., interpretado por Dylan Minnette.

## Biografía del personaje ficticio
Donald "Donnie" Gill nació en Newark, Delaware. Se convirtió en un mercenario criminal y fue contratado por Justin Hammer, que le dio un traje criogénico reminiscente de la Ventisca original. Como el original fue vaporizado por el Iron Man de 2020, Donnie decidió utilizar el nombre Ventisca, también. Su primera misión lo tenía trabajando con otros dos súper-villanos - el Escarabajo y Látigo Negro — con el fin de capturar a Fuerza, que había traicionado a Hammer. Sin embargo, Ventisca era torpe y molestaba a sus compañeros con sus errores de aficionados, tales como crear una pared de hielo que bloqueó su camino hacia su objetivo. Después de encerrar a Látigo Negro accidentalmente en hielo, el trío huyó a medida que más refuerzos llegaron para proteger a Fuerza.
Más tarde, el trío vuelve a intentar capturar a Fuerza, pero estaba bajo la protección de Iron Man. Ventisca luchó mucho más competentemente esta ronda, pero cuando Fuerza entró en la lucha, entregó los poderes inútiles de los villanos. Decidiendo huir y descansar hasta que sus poderes se restaurasen, Ventisca, Escarabajo, y Látigo Negro se separan. Fuerza encontró a Ventisca, que había recuperado sus poderes. Sin embargo, sus poderes eran ineficaces contra Fuerza, por lo que decidió luchar contra él con sus propias manos. Fuerza repelió a Ventisca, haciéndolo explotar a través de una pared. Ventisca, sin querer darse por vencido, intentó hacer volar a Fuerza una vez más, a pesar de las advertencias de Fuerza, y se electrocutó. El Escarabajo y Látigo Negro abandonaron a Ventisca, decidiendo culparlo por sus fracasos, mientras él era llevado bajo custodia.
Sin embargo, antes de que pudiera ser encarcelado, fue rescatado por Rhino en nombre de Hammer. La lealtad de Ventisca a Hammer creció enormemente, a pesar de que Iron Man había intentado ayudarlo legal y moralmente. Hammer decidió negociar con Iron Man sobre Ventisca, obligando a Iron Man a ayudarle a acabar con el Fantasma. Iron Man accedió, pero Ventisca se negó a creer que Hammer lo traicionaría. Después de escuchar una grabación, Ventisca fue aplastado y se rindió ante Iron Man.
Después de varias misiones por su cuenta que le pusieron en oposición de los Vengadores y los Nuevos Guerreros, asistiendo a la Expo de Armas de AIM con varios otros supervillanos, y uniéndose a la mayor encarnación de los Amos del Mal, Ventisca decidió intentarlo de nuevo con un equipo más pequeño, trabajando una misión junto a villanos como Constrictor, Fuego Cruzado, y las hijas de Tarántula y Batroc. Su misión fracasó miserablemente después de la interferencia del Agente X y sus aliados.
Ventisca también ha sido una molestia constante para Hulka, aunque en su enfrentamiento más reciente, Ventisca atacó a Hulka en un bar y en vez de derrotarlo, ella lo invitó a acompañarla a tomar un trago. Él terminó siendo extremadamente ebrio, contemplando su propia existencia y la falta de reconocimiento. Antes de desplomarse en una borrachera, Ventisca señaló que a él le agradaba Hulka, formando una amistad con ella. Después de volver a su persona de Jennifer Walters, ella se derrumbó encima de él, vomitando por todas partes.
Con los Vengadores disueltos, el Escarabajo, ahora conocido como Mach-IV, decidió formar un nuevo grupo de Thunderbolts. Al igual que el grupo original de Thunderbolts, esta encarnación se basó en antiguos villanos buscando redención y perdón por sus crímenes, mientras trabajaban como superhéroes. Donnie Gill fue uno de los primeros invitados a unirse por Mach-IV, y accedió a unirse. Sin embargo, no tenía ninguna confianza a pesar de su intenso impulso para ayudar a la gente. Como un Thunderbolt, Ventisca se enfrentó a varios enemigos, incluyendo las Cinco Brazas, la Brigada de Demolición y el Hombre Púrpura.
Ventisca y su compañero Thunderbolt Demonio Veloz comenzó a afianzar, formando una estrecha amistad. Cuando Demonio Veloz intentó cometer actos ilegales junto al Conmocionador, Ventisca lo detuvo convenciéndolo a usar su antiguo traje de Whizzer y colocando un dispositivo de rastreo en él. Demonio Veloz, enojado con Ventisca, lo derrotó y lo ató boca abajo sobre un puente, desnudo. Mientras que constantemente dudaba de su estatus de superhéroe, y a menudo sintiendo como si él debería renunciar, Ventisca cobró fuerza a través de los otros, sobre todo Pájaro Cantor, que a menudo lo insultaba e incluso lo despidió del grupo después de que ella se convirtió en líder.
El Barón Zemo, formando un grupo para luchar contra los Thunderbolts de Songbird, reclutó a Ventisca, que pasó sus día bebiendo en bares después de haber sido despedido por Songbird. Su nuevo compañero de equipo el Fixer mejoró el traje de Ventisca mejorando sus habilidades. Participó en la batalla contra los Thunderbolts, pero pronto los grupos fueron asimilados, y Ventisca ayudó al grupo en contra de los U-Foes durante la Guerra Civil. En la batalla contra Mente Suprema, Ventisca se probó ante sus compañeros, protegiéndolos de la embestida de sus ataques, junto con Songbird.
En la batalla final contra el Gran Maestro, el traje de Ventisca fue destruido después de que la energía Manantial fue liberada. Él fue perdonado por sus crímenes pasados.
En la portada del cómic Avengers: The Initiative #1, se muestra a Ventisca entre los 142 superhéroes registrados.
Ventisca más tarde apareció como un recluso en la Balsa.
Ventisca es más tarde reclutado por Mandarín para unirse a los otros enemigos de Iron Man para atacar a Iron Man. Hasta que el Mandarín actualiza su traje, Ventisca congela y desactiva las plantas desalinizadoras de Abu Dhabi que salen del país sin agua.

## Poderes y habilidades
El disfraz de Donnie Gill es mejorado por los supervillanos Beetle y Fixer. Esto permite una manipulación aún mayor del frío donde Gill puede encerrar a las personas en la nieve y el hielo, crear una barricada de hielo o generar "trineos de hielo" para el transporte. Después de su Terrigenesis, Blizzard también desarrolló la manipulación eléctrica donde puede manipular las corrientes eléctricas y cargar las energías en su cuerpo. 

## Otras versiones

### House of M:Amos del Mal
Ventisca aparece como un miembro de los Amos del Mal de Hood.

### Power Pack
Ventisca aparece en Iron Man & Power Pack Issue #2, aliado con Demonio Veloz. Él secuestra a Irena Crumb, la hija del millonario Arnold Crumb en su escuela y la lleva a un almacén abandonado en la ciudad, donde él le dice por qué está allí y la tortura. 
Demonio Veloz entra corriendo, diciéndole que Power Pack lo ha encontrado y le grita a él para pedirle que haga la llamada de rescate. Entonces, Power Pack entra por la fuerza, y comienzan a luchar contra él y Demonio Veloz. Ventisca sorprende a Amo de la Masa que está tratando de salvar a Irena y lo congela. Entra en forma de nube y Ventisca empieza a tratar de congelarlo de nuevo.
Al hacer esto, congela el suelo, causando que Demonio Veloz se resbale y se estrelle contra él, casi noqueándolo. Pack le ata, y Rayo Iris toma su máscara para que pueda rescatar a Irena de Demonio Veloz. Más tarde, Ventisca es llevado por la Policía con Demonio Veloz.

## En otros medios

### Televisión
- Ventisca primero aparece en Iron Man: Armored Adventures episodio "Guerra Fría," con la voz de David Orth. Esta versión es un científico de criogenia y un exempleado de Obadiah Stane, pero se deformó en un lado de su cara debido a Stane, y prometió vengarse. Al igual que Iron Man, Ventisca lleva un traje tecnológico que le permite congelar objetos. 
  - En la primera temporada, episodio "Guerra Fría", Iron Man se une a Ventisca, pero eventualmente descubre que Ventisca era realmente un criminal, y estaba creando un arma helada para Stane. Después de una batalla, Ventisca se congela criogénicamente. En el episodio "Best Served Cold", Stane lo desbloquea y lo obliga a encontrar una cura para su propia hija Whitney Stane plantando una bomba en su armadura. Ventisca logra romper sin embargo y tiene su venganza contra Stane. Ventisca es derrotado por Iron Man.
  - En la segunda temporada, el episodio "Invincible Iron Man: Reborn", él, Whiplash y el Sr. Fix están bajo los servicios de Justin Hammer. Los tres intentan matar a Iron Man (quien sobrevivió al ataque de Whiplash) y War Machine, pero el trío es derrotado. Más tarde en el episodio "Titanium vs Iron", Ventisca enfría la armadura de Titanio quemada de Justin Hammer y testigos de la muerte del Sr. Fix está a manos de Hammer. Blizzard dice que Justin Hammer "lo mató a sangre fría", que Hammer le dice "sí y no" y carga una unidad flash que contiene el Sr. Fix. Es consciente en el mainframe de Hammer Multinational. En el episodio "Hostile Takeover", Ventisca es visto robando una joyería sólo para ser detenido por Iron Man. En el episodio "The Hammer Falls", se menciona que Blizzard ha sido derribado por una figura misteriosa (más tarde reveló ser Justin Hammer en la armadura de Hombre de Titanio).

- Ventisca aparece en Los Vengadores: los héroes más poderosos de la Tierra episodio "La Fuga" Parte 1 con la voz de Troy Baker. Esta versión es un villano blindado por completo en una parka. Se le muestra escapando de la Bóveda y luchando contra Iron Man. En el episodio "El hombre que robó el mañana", Ventisca había sido detenido por Thor, el Hombre Hormiga y Avispa y ha sido colocado en la Prisión 42. En el episodio "Asalto a la 42," Ventisca fue visto en la Prisión 42 cuando Annihilus lidera la Onda de Aniquilación en un ataque. Él es asesinado durante el ataque.

- Ventisca aparece en la primera temporada de Ultimate Spider-Man. En el episodio "El Terrible Doctor Doom", Ventisca está entre los villanos vistos en la base de datos de S.H.I.E.L.D. En el episodio "El vuelo de la Araña de Hierro", Spider-Man en su armadura de Araña de Hierro ayudó a luchar a Ventisca.

- Ventisca es aludido en la segunda temporada de Avengers Assemble. En el episodio "Espectros", es uno de los criminales a los que Scott Lang vendió su tecnología.

- Donnie Gill aparece en la serie de televisión Agents of S.H.I.E.L.D. interpretado por el actor Dylan Minnette.[15] Esta versión es un estudiante de la academia S.H.I.E.L.D.
  - En la primera temporada, el episodio "Semillas", él y su amigo Seth Dormer construyen un dispositivo meteorológico para impresionar al industrial corrupto, Ian Quinn. Los dos crean distracciones con temas de hielo para expulsar a Phil Coulson y sus agentes. Finalmente, el dispositivo provoca una súper tormenta de tipo tormenta de nieve que resulta en la muerte de Seth. Gill se toma en S.H.I.E.L.D., pero desarrolla superpoderes a base de hielo.[16]
  - En la segunda temporada, el episodio "Haciendo amigos e influyendo en la gente",[17] se muestra que Gill ha perfeccionado sus poderes durante su encarcelamiento. Gill había escapado del Sandbox durante la infiltración de Hydra y comienza a matar a muchos de sus agentes. Él termina en el buque de carga Mirabel Del Mar y se encuentra con Jemma Simmons (que estaba encubierta en Hydra para Phil Coulson) que intenta detener a Gill. A bordo de Mirabel Del Mar, Gill congela al capitán del barco para enviar un mensaje a Hydra de que rechaza su oferta. Sunil Bakshi llega y usa una frase desencadenante para reactivar el control mental de Gill. Sunil le ordena a Gill que hiele a todos en el barco para asegurarse de que nadie se vaya con vida, pero mientras Gill intenta congelar el barco, Skye le dispara, mientras su cuerpo se congela al caer al agua. Más tarde, Skye le dice a Melinda May que las autoridades marroquíes aún no han encontrado el cuerpo de Gill.[18]

### Videojuegos
- La versión de Donnie Gill de Ventisca aparece como un jefe en The Invincible Iron Man.
- La versión de Donnie Gill de Ventisca aparece como un jefe y un personaje jugable en Marvel: Avengers Alliance.
- La versión de Ventisca de Donnie Gill aparece en Marvel Heroes, con la voz de Michael Benyaer.